# 瑪略·澤納里
瑪略·澤納里（義大利語：Mario Zenari；1946年1月5日—）是意大利籍天主教執事級樞機及現任聖座駐敘利亞大使。

## 生平
瑪略·澤納里于1946年1月5日在意大利威尼托大區維羅納省的市鎮維羅納自由鎮出生，1970年7月5日晉鐸。
1994年，聖座將他派駐聯合國維也納辦事處、聯合國工業發展組織、國際原子能機構和歐洲安全與合作組織常駐觀察員及代表。
澤納里分別於1999年7月12日及24日獲委任為聖座駐科特迪瓦、尼日爾及布基納法索大使。同年9月25日由安傑洛·索達諾樞機晉牧，並獲教宗若望·保祿二世任命為祖廖領銜總教區領銜總主教。他於2004年5月10日改任為聖座駐斯里蘭卡大使。
教宗本篤十六世於是2008年12月30日將他任命為聖座駐敘利亞大使。2011年，阿拉伯世界爆發阿拉伯之春，觸發敘利亞內戰。澤納里仍一直留座駐敘利亞。
教宗方濟各於2016年10月9日的三鐘經中宣布將於同年11月19日擢升馬里奧·澤納里為樞機。澤納里於該日獲冊封為執事級樞機，領卡瓦萊傑里門外眾烤爐恩寵聖母執事區執事銜。